# Прасада
Праса́да, также праса́д, праса́дам, прашад (санскр. प्रसाद, IAST: prasāda, букв. «божественная милость», «божественный дар») — в индуизме в широком смысле подношение божеству (мурти) в храме или в домашних условиях, а также та часть подношения в виде пищи, которая затем распространяется среди верующих как священный дар или божественное благословение. В Южной и Юго-Восточной Азии под прасадой понимают подношения, освященные божеством, которые возвращаются верующим для потребления. Как правило, прасада состоит из вегетарианских продуктов.
В Северной Индии «прасада» (IAST: prāsāda) также называют «дворец» для божества, то есть храм. В прямом смысле в северо-индийской архитектуре термин употребляют для обозначения дворца.
Последователи индуизма верят в то, что в процессе обряда предложения материальные элементы входят в контакт с объектом поклонения и приобретают духовные качества. Получить прасад и даршан являются двумя наиболее важными мотивами для совершения паломничества в святые места и посещения храмов.
Прасад является результатом определённого обмена между божеством и верующим, основанного на любви или просто почтении. Например, верующий предлагает цветы, фрукты или другую пищу — различные элементы, которые до проведения обряда предложения называются бхога или найведья. Затем божество в одной из своих форм мурти «наслаждается» или вкушает предложенное ему, после чего прасад почтительно принимается верующими.
Термин прасад употребляется в индийской культуре также для обозначения умонастроения щедрости или милости. В этом контексте использования термин обладает богатой и древней историей, восходящей к классической ведийской литературе, где прасада описывается как умонастроение, испытываемое богом в одной из его форм или проявлений, дэвами, риши и другими возвышенными личностями. Это состояние характеризуется спонтанной, часто беспричинной щедростью и милостивой раздачей благословений. Понимание прасада как подобного умонастроения можно обнаружить в самом раннем памятнике ведийской литературы — «Ригведе».